# Post-Human: Survival Horror
Post Human: Survival Horror is een ep van de Engelse rockband Bring Me the Horizon. Het is tevens de eerste uitgave van een serie, bestaande uit vier ep's onder de naam Post Human.

## Tracklijst
| Nr. | Titel                                                                                                   | Schrijver(s)                          | Duur |
| --- | --- | ------------------------------------- | ---- |
| 1.  | Dear Diary                                                                                              | Bring Me the Horizon                  | 2:44 |
| 2.  | Parasite Eve                                                                                            | Bring Me the Horizon & Petar Lyondev  | 4:51 |
| 3.  | Teardrops                                                                                               | Oliver Sykes & Jordan Fish            | 3:35 |
| 4.  | Obey (feat. Yungblud)                                                                                   | Sykes, Fish & Dominic Harrison        | 3:40 |
| 5.  | Itch for the Cure (When Will We Be Free?)                                                               | Sykes & Fish                          | 1:26 |
| 6.  | Kingslayer (feat. Babymetal)                                                                            | Sykes, Fish & Mikii Watanabe          | 3:38 |
| 7.  | 1x1 (feat. Nova Twins)                                                                                  | Sykes, Fish, Amy Love & Georgia South | 3:29 |
| 8.  | Ludens                                                                                                  | Sykes & Fish                          | 4:40 |
| 9.  | One Day the Only Butterflies Left Will Be in Your Chest as You March Towards Your Death (feat. Amy Lee) | Sykes, Fish & Lee                     | 4:03 |